# Oberstes Verwaltungsgericht (Tschechien)

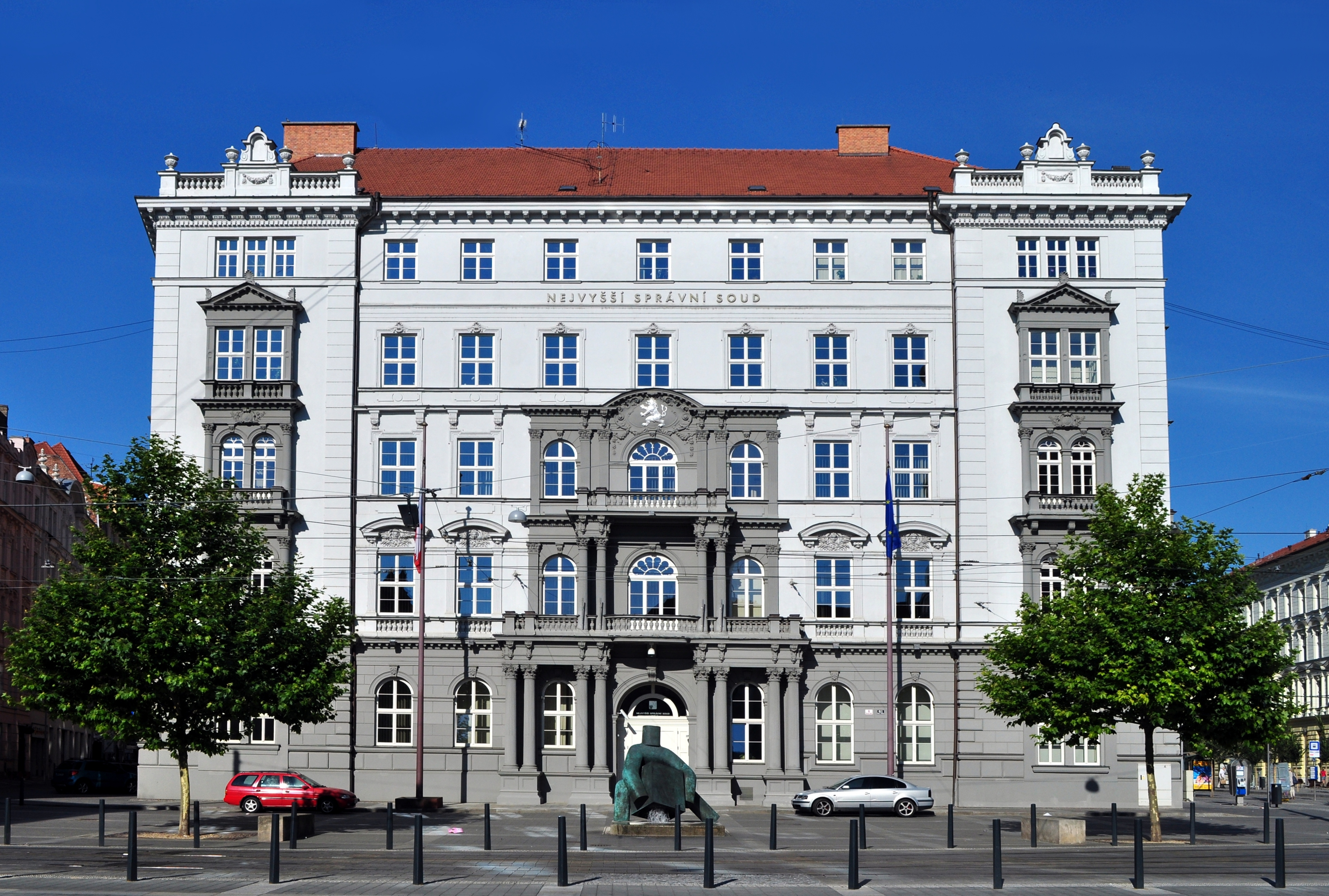
Oberstes Verwaltungsgericht in Brno

Das Oberste Verwaltungsgericht der Tschechischen Republik (tschechisch Nejvyšší správní soud České republiky) in Brünn (Brno) ist die letzte Instanz für die in den Kompetenzbereich der Verwaltungsgerichte fallenden Rechtsstreitigkeiten.
Die Verwaltungsgerichtsbarkeit hat den Schutz der öffentlich-rechtlichen Individualrechte natürlicher und juristischer Personen zur Aufgabe. Diese Aufgabe wird von den Verwaltungsgerichten, Fachkammern innerhalb der Landesgerichte und dem Obersten Verwaltungsgericht, als Gericht letzter Instanz, ausgeführt. Eine spezielle zusätzliche Funktion des Obersten Verwaltungsgerichts ist, die Einheit und Gesetzesmäßigkeit der Entscheidungspraxis der Landesgerichte sowie der Verwaltungsbehörden zu gewährleisten. Hierzu dient die Kassationsbeschwerde gegen Urteile der Landesgerichte über verwaltungsrechtliche Angelegenheiten, in denen der Beschwerdeführer die Aufhebung eines Verwaltungsaktes begehrt. Der gerichtliche Schutz gegen Verwaltungsakte wird um den Rechtsschutz gegen Untätigkeit einer Verwaltungsbehörde sowie gegen rechtswidrige Einwirkungen einer Verwaltungsbehörde ergänzt.
Die Kompetenz dieses Gerichtes umfasst außerdem Wahlsachen, Streitigkeiten bezüglich lokaler Referenden sowie die Gründung und Auflösung von politischen Parteien und Bewegungen. Im Übrigen entscheidet das Oberste Verwaltungsgericht über sowohl negative als auch positive Kompetenzstreitigkeiten zwischen Verwaltungsbehörden und/oder gebiets- oder fachspezifischen Selbstverwaltungseinheiten und es ist auch das disziplinare Gericht für Verfahren in Angelegenheiten der Richter, Staatsanwälte und Gerichtsvollzieher.

## Generelle Informationen
In der Verwaltungsgerichtsbarkeit wird durch die Landesgerichte und das Oberste Verwaltungsgericht der Schutz den öffentlichen subjektiven Rechten von natürlichen und juristischen Personen in Verfahren über die Klagen gegen Entscheidungen von Verwaltungsorganen gewährt, ergänzt um den Schutz gegen die Untätigkeit des Verwaltungsorgans und gegen rechtswidrige Einwirkungen, Weisungen und Zwangsmaßnahmen der Verwaltungsorgane. Die Landesgerichte entscheiden daneben bestimmte Streitigkeiten in Wahlangelegenheiten und in Angelegenheiten des lokalen und regionalen Referendums.
In die Gerichtsbarkeit des Obersten Verwaltungsgerichts fallen vor allem Entscheidungen über Kassationsbeschwerden gegen die Entscheidungen der Landesgerichte über die Klagen und Anträge auf Schutz der öffentlichen subjektiven Rechte. Das Oberste Verwaltungsgericht entscheidet zusätzlich in einziger Instanz in bestimmten Rechtsgebieten, vor allem in Wahlangelegenheiten, in Sachen der Auflösung von politischen Parteien und politischen Bewegungen, Einstellung oder Wiederaufnahme ihrer Tätigkeit, sowie auch in Verfahren über bestimmte positive und negative Kompetenzstreitigkeiten unter den Organen der öffentlichen Verwaltung. Neu wurde auf das Oberste Verwaltungsgericht die Kompetenz delegiert, über die disziplinäre Verfolgung der Richter, Staatsanwälte und Gerichtsvollzieher zu entscheiden. Das Oberste Verwaltungsgericht entscheidet über die Kassationsbeschwerden gegen die Entscheidungen der Landesgerichte über Aufhebung von Maßnahmen allgemeiner Natur oder ihres Teils wegen Gesetzwidrigkeit sowie auch in Sachen des lokalen und regionalen Referendums.
Das Oberste Verwaltungsgericht entscheidet in Senaten von drei, sechs, sieben und neun Mitgliedern. Bestimmte einfache Prozessentscheidungen kann auch der Vorsitzende des Senates treffen. Alle Richter bilden das Plenum, das auf den Vorschlag des Gerichtspräsidenten über die Zahl den Kollegien des Gerichts entscheidet.
Das Oberste Verwaltungsgericht befolgt bei seiner Tätigkeit die die Organisation, Gerichtsbarkeit und Verfahren vor dem Obersten Verwaltungsgericht regulierenden Vorschriften.
Das Oberste Verwaltungsgericht ist Mitglied der Vereinigung der Staatsräte und obersten Verwaltungsgerichte der Europäischen Union (ACA-Europe) und der Internationalen Vereinigung der obersten Verwaltungsgerichte (IASAJ).

## Geschichte
Das Oberste Verwaltungsgericht der Tschechischen Republik in seiner heutigen Form wurde erst am 1. Januar 2003 mit dem Inkrafttreten der Verwaltungsgerichtsordnung (Gesetz Nr. 150/2002 Slg.) vollständig errichtet. Die tatsächliche Geschichte des Obersten Verwaltungsgerichts reicht jedoch weitaus mehr in die Vergangenheit zurück.

### 1867–1918
Im Österreichisch-ungarischen Kaiserreich waren die verfassungsrechtlichen Grundlagen der Verwaltungsgerichtsbarkeit in den Gebieten, die die heutige Tschechische Republik darstellen, in der sogenannten Dezemberverfassung 1867 niedergelegt. Art. 15 Staatsgrundgesetz vom 21. Dezember 1867 (Nr. 144/1867 des Reichsgesetzes) über die richterliche Gewalt etablierte den Verwaltungsgerichtshof (VwGH) in Wien. Der VwGH war als alleiniges Verwaltungsgericht für den gesamten österreichischen Teil des Kaiserreiches, das sogenannte Cisleithanien, zuständig. Die Verwaltungsgerichtsbarkeit war somit als zentralistisches und spezialisiertes System der gerichtlichen Nachprüfung konzipiert. Im ungarischen Teil der damaligen österreichisch-ungarischen Monarchie, des sogenannten Transleithaniens, wurde die Verwaltungsgerichtsbarkeit erst später geschaffen. Sie beruhte auf anderen, vermutlich nicht so modernen Prinzipien.
Ein zentrales Prinzip war der Ausschluss der gerichtlichen Zuständigkeit der Verwaltungsgerichte von Angelegenheiten, bei denen eine Verwaltungsbehörde, in Ausübung ihrer rechtlichen Zuständigkeit, über privatrechtliche Angelegenheiten entschied. Dieser Grundsatz wurde gleich zu Beginn der Schaffung des Verwaltungsgerichtshofes verankert, später in die erste Verfassung der Tschechoslowakischen Republik von 1920 aufgenommen und schließlich mit der Reform von 1993, nach der Trennung Tschechiens und der Slowakei, vollständig übernommen. Die gerichtliche Überprüfung von Entscheidungen in diesen Angelegenheiten wurde fortan der Entscheidung durch Zivilgerichte überlassen.
Es dauerte beinahe zehn Jahre, bis ein Durchführungsgesetz erlassen wurde und der Verwaltungsgerichtshof am 2. Juli 1876 tatsächlich seine Tätigkeit aufnehmen konnte. Dieser Schritt wurde durch den Erlass des Verwaltungsgerichtshofgesetzes (in der Literatur bekannt unter dem Begriff „Oktober-Gesetz“) vom 22. Oktober 1875 (Slg. Nr. 10/1985) verwirklicht. Die ersten Verhandlungen des Gerichtshofes wurden im Juli 1876 unter dem Vorsitz des Barons Stählin, des ersten Präsidenten des Gerichtshofes, abgehalten. Der geistige Vater des Verwaltungsgerichtshofgesetzes, welches immer noch als exzellentes Beispiel der Gesetzesausarbeitung angesehen wird, war ein Verwaltungsbeamter im höheren Dienst des Ministeriums für Kultur und Bildung – Karl von Lemayer. Er wurde Richter, Senatspräsident und später Vizepräsident des Verwaltungsgerichtshofes.
Das Gesetz selber war sehr knapp und beinhaltete lediglich 50 Artikel. Wenn auch in einer gewissen Weise inspiriert von einem älteren Modell süddeutscher Verwaltungsgerichtsbarkeit, war das Gesetz perfekt durchdacht und gänzlich originell. Der zeitgenössische Stil des Gesetzentwurfes, im Bestreben jedes kleinste Detail des Verfahrens zu erfassen und zu regeln und dabei größtmöglichen Individualrechtsschutz zu garantieren, schuf Gesetze mit aberhunderten von Artikeln, welche einem verworrenen Dickicht glichen. Ein solches formalistisches Regelwerk bedurfte infolgedessen ständiger Gesetzesänderung. Der Verfasser des Gesetzes wählte jedoch einen völlig anderen Weg. Das straffe Oktober-Gesetz dagegen mit seinen weitgefassten Formulierungen und seinen dennoch starren Außengrenzen, die nicht überschritten werden konnten, ließ absichtlich großen Spielraum für richterliche Rechtsfortbildung. Die Tatsache, dass nach dem Zerfall Österreich-Ungarns im Jahre 1918 das Gesetz sowohl in Österreich als auch in der neu entstandenen Tschechoslowakei weiterhin in Kraft blieb, belegt dessen Qualität. Auf dem tschechischen Gebiet blieb das Gesetz bis zur Auflösung der Verwaltungsgerichtsbarkeit infolge der kommunistischen Machtergreifung im Jahre 1948 in Kraft. Seine Einflussnahme dauert weiterhin an, da das Gesetz die primäre Inspirationsquelle sowohl für die moderne österreichische verwaltungsrechtliche Kodifizierung als auch für die neue tschechische Kodifizierung darstellte. Die richtungweisende und qualitativ hochwertige Rechtsprechung des Wiener Verwaltungsgerichtshofes zeigt sich durch die umfangreiche und erstklassige Rechtsprechungssammlung (herausgegeben von Exel, Alter, Popelka, Reissig, und besonders erwähnenswert Adam Budwinski).

### 1918–1945
Als eines der ersten Gesetze wurde das Gesetz über das Oberste Verwaltungsgericht und die Lösung von Kompetenzkonflikten (Nr. 3/1918 Slg. von Gesetzen und Verordnungen, Verwaltungsgerichtsgesetz) in der neuen Tschechoslowakischen Republik erlassen, welches bis Ende 1952 in Kraft bleiben sollte. Es bildete den grundlegenden rechtlichen Rahmen für das Oberste Verwaltungsgericht in Prag. Zudem wurde das Oktober-Gesetz von 1875 mit geringfügigen Änderungen (den sogenannten Pantůček Aussparungen) angenommen.
Der anfängliche Präsident im Amt des „Ersten Präsidenten“ (Präsident des Obersten Verwaltungsgerichtes) war Ferdinand Pantůček (1863–1925). Er war ein wichtiger tschechischer Staatsmann und beteiligt am Umsturz der Habsburger Monarchie im Jahre 1918. Ferdinand Pantůček war außerdem Mitglied des Reichsrates und später Präsident eines Senates am Wiener Verwaltungsgerichtshof. Der anfängliche „Zweite Präsident“ (Vizepräsident) des Obersten Verwaltungsgerichtes war Emil Hácha (1872–1945). Vor 1918 war Hácha Rat am Wiener Verwaltungsgerichtshof. Er war einer der wichtigsten tschechischen Verwaltungsjuristen und zugleich eine tragische Figur der neueren tschechischen Geschichte. Paradoxerweise war es Herr Pantůček, der unter Androhung sein Amt niederzulegen die Ernennung Háchas durchsetzte und dies sogar gegen den Willen der Regierung, die sich einen Politiker im Amt des Vizepräsidenten wünschte. Nach Pantůčeks Tod war Hácha von 1925 bis November 1938 Präsident des Obersten Verwaltungsgerichts. Im November 1938 wurde Hácha zum Präsidenten der sogenannten „Zweiten Republik“, des am Boden zerstörten Überbleibsels des Staates, der die Zerstückelung der Tschechoslowakischen Republik durch das Dritte Reich überlebt hatte, gewählt.
Es wird oft hervorgehoben, dass die tschechoslowakische Verwaltungsgerichtsbarkeit anhand des österreichischen Modells entwickelt wurde. Tatsächlich haben jedoch vielmehr faktische Ereignisse zu dieser Entwicklung geführt. Die von Pantůček und Hácha bevorzugte ursprüngliche Konzeption war anders. Die Tschechoslowakische Verfassung von 1920 sah ein verwaltungsrechtliches System vor, welches dem norddeutschen (preußischen) System nachgebildet war. Dieses System sah erstinstanzliche Gerichte in den Kreisen und Bezirken vor. Diese Gerichte sollten mit einem qualifizierten Beamten und einem Laienrichter, der von einem Bezirksausschuss gewählt werden sollte, besetzt werden. Das Oberste Verwaltungsgericht sollte als Gericht letzter Instanz fungieren und nur über Rechtsfragen entscheiden.
Zusammen mit der Verfassung von 1920 wurde das Gesetz über die Verwaltungsgerichtsbarkeit und die Kreis- und Bezirksbehörden (Gesetz Nr. 158/1920 Slg. von Gesetzen und Verordnungen.) erlassen. Dieses Gesetz trat, wahrscheinlich aufgrund von politischen Meinungsverschiedenheiten, jedoch nie in Kraft (es wurde darüber hinaus bis heute nicht wörtlich aufgehoben). Der Mangel an erstinstanzlichen Gerichten wirkte sich drastisch auf die Arbeitsbelastung des Obersten Verwaltungsgerichtes aus. Bereits Mitte der zwanziger Jahre überstieg die Zahl der anhängigen neuen Fälle die Kapazität des Gerichtes. Die Länge der Verfahren stieg nach und nach bis auf mehrere Jahre an und auch eine kontinuierliche Erhöhung der Anzahl an Richtern (von ursprünglich 26 auf circa 50 zurzeit der Auflösung der freien Tschechoslowakei) war vergebens. Die im Jahre 1937 erfolgten größeren Änderungen des Verwaltungsgerichtsgesetzes (Gesetz Nr. 164/1937 Slg.), dessen Anhang der erste offizielle tschechische Text des Oktobergesetzes war, konnte jedoch auch keine Abhilfe schaffen.
Während der Zeit der Ersten Republik (1918–1938) war das tschechoslowakische Oberste Verwaltungsgericht auf Augenhöhe mit den entsprechenden Verwaltungsgerichtsbarkeiten in Europa. Die Tätigkeit des Gerichts zeigt sich in den Rechtsprechungssammlungen des Gerichtes. Die offizielle Rechtsprechungssammlung ist benannt nach deren Herausgeber Josef V. Bohuslav. Die „Bohuslav Fallsammlung“ genoss hohes Ansehen. Zwischen 1918 und 1948 wurden Zehntausende von Entscheidungen in dieser Sammlung veröffentlicht. Die Bohuslav Fallsammlung wurde in zwei Ausgaben unterteilt: eine verwaltungsrechtliche Ausgabe (abgekürzt mit Boh. A) und eine finanzrechtliche Ausgabe (abgekürzt mit Boh. F). Mindestens ein Sechstel dieser Entscheidungen sind bis heute aktuell. Die komplette Sammlung ist schwer zugänglich und zurzeit nur aus Auszügen bekannt, die jedoch in der Presse herausgegeben werden und auch in rechtlichen elektronischen Informationsdateien eingeschlossen werden.
Die Zeit während der deutschen Okkupation (des sogenannten Protektorats Böhmen und Mähren in den Jahren von 1939 bis 1945) stellt eine dunkle Epoche für die Tätigkeit des Gerichts dar. Die rechtsprechende Tätigkeit des Gerichts beinhaltete oft die Auslegung von antisemitischen Gesetzestexten. Jedoch aufgrund der begrenzten Befugnis des Gerichts und der Trennung zwischen inländischen Angelegenheiten und solchen, die in den Kompetenzbereich des Dritten Reiches fielen, wurde ein Großteil der bereits vor Beginn des Krieges anhängigen Verfahren erledigt. Daher konnte das Oberste Verwaltungsgericht zumindest teilweise mit einer weißen Weste in die Nachkriegszeit eintreten und dies sowohl in juristischer als auch personeller Hinsicht, da einige Richter das Gericht nach dem Krieg verließen.

### 1945–1952
Das Gericht konnte 1945 seine Arbeit jedoch nicht vollständig wiederaufnehmen. Dies lag einerseits daran, dass es immer noch Probleme mit der Besetzung des Gerichtes gab und andererseits an der gleichzeitigen Tätigkeit des „rivalisierenden“ slowakischen Verwaltungsgerichts in Bratislava, das während des Krieges in dem unabhängig gewordenen neuen slowakischen Staat gegründet worden war. Die Aufteilung der Kompetenzen zwischen den beiden Gerichten war unklar und wurde erst später, mit der Verlegung (durch das Gesetz Nr. 166/1949 Slg.) des Obersten Verwaltungsgerichtshofes nach Bratislava im Jahre 1949, vollständig gelöst. Dies war jedoch nur ein Teil eines größeren Planes, das Gericht vollständig abzuschaffen. Dieser Plan basierte auf einer politischen Entscheidung, die schon bald nach dem kommunistischen Umsturz im Februar 1948 getroffen wurde.
Eine als „Verwaltungsgericht“ bezeichnete Institution war in Art. 137 der neuen Verfassung vom 9. Mai 1948 weiterhin vorgesehen. Nichtsdestotrotz wurde gleich nach der kommunistischen Machtergreifung im Februar 1948 sichtbar, dass einer unabhängigen gerichtlichen Kontrolle der öffentlichen Verwaltung und dem Schutz subjektiver öffentlich-rechtlicher Individualrechte unter dem neuen kommunistischen Regime keine Beachtung geschenkt wird. Es folgte eine rigorose „Säuberung“ des wiederbelebten Prager Obersten Verwaltungsgerichts und ältere Richter wurden gezwungen auszuscheiden. Aufgrund der mangelnden Richter konnten einige Senate nicht einmal mehr tagen; Neuernennungen von Richtern wurden nicht vorgenommen. Eine weitere Konsequenz war das nicht funktionsfähige System von Satellitengerichten des öffentlichen Rechts, die personell vom Obersten Verwaltungsgericht waren (Patentgericht, Kartellgericht, Wahlgericht). Schon bald gab es keinen einzigen Senat mehr, der über einen den Vorsitz führenden Präsidenten verfügte. Infolge dieser Ereignisse legte das Gericht seine Arbeit 1952 vollständig nieder. Im Herbst 1949 wurde das Gericht schließlich nach Bratislava verlegt. Eigentlich sollte das Gericht bis 1952 tätig sein, für eine solche Tätigkeit gibt es in den Archiven jedoch keine eindeutigen Belege.
Letztendlich wurde die Verwaltungsgerichtsbarkeit durch das Verfassungsgesetz über die Gerichte und die Staatsanwaltschaft (Gesetz Nr. 64/1952 Slg.) vollständig abgeschafft. Dieses Verfassungsgesetz sah eine Änderung der verfassungsrechtlichen Vorschriften über die rechtsprechende Gewalt vor und beseitigte ohne Begründung alle Vorschriften über das Verwaltungsgericht. Zusätzlich enthielt dieses Verfassungsgesetz in Art. 18 (Gesetz Nr. 65/1952 Slg., über die Staatsanwaltschaft) eine Allgemeinklausel, die alle Rechtsakte bezüglich des Verwaltungsgerichtes aufhob. Das letzte Überbleibsel der tschechoslowakischen Verwaltungsgerichtsbarkeit war die Versicherungsgerichtsbarkeit (ursprünglich vorgesehen im Gesetz über Arbeitnehmerversicherung im Falle von Krankheit, Arbeitsunfähigkeit und des hohen Alters, Gesetz Nr. 221/1924 Slg.). Die Versicherungsgerichtsbarkeit wurde jedoch in ein spezielles Verfahren über Rechtsmittel gegen Entscheidungen von Verwaltungsbehörden umgestaltet und als Teil in die Zivilprozessordnung eingefügt. Aufgrund dieser Vorgänge änderte sich die Wahrnehmung der Verwaltungsgerichtsbarkeit; sie wurde zu einer speziellen Unterkategorie der Zivilgerichtsbarkeit.

### 1989–2002
Die Renaissance der Verwaltungsgerichtsbarkeit war erst nach 1989 möglich (und auch notwendig). Die verfassungsrechtlichen Grundlagen der Verwaltungsgerichtsbarkeit waren in Art. 36 Abs. 2 der Akte der Grundrechte und Grundfreiheiten (Verfassungsgesetz ohne Nummer, eingeleitet mit dem Verfassungsgesetz Nr. 23/1991 Slg.; nach Entstehung der selbständigen Tschechischen Republik veröffentlicht mit dem Beschluss des Tschechischen Nationalrates Nr. 2/1993 Slg., über die Erklärung der Grundrechte und Grundfreiheiten als eines Teils der verfassungsrechtlichen Ordnung der Tschechischen Republik) niedergelegt. Da die Zeit drängte, die verfassungsrechtlichen Vorschriften umzusetzen, wurde jedoch weder eine unmittelbare Wiederbelebung des Obersten Verwaltungsgerichtes ermöglicht noch ein spezielles Gesetz über die Verwaltungsgerichtsbarkeit ausgearbeitet, nach dem nur Sachen in der Verwaltungsgerichtsbarkeit geregelt würden. Zwischen 1992 und 2002 wurde die gerichtliche Nachprüfung in verwaltungsrechtlichen Angelegenheiten auf Grundlage von speziellen im fünften Teil der Zivilprozessordnung enthaltenen Vorschriften (Art. 244 ff. ZPO) durchgeführt. Diese Vorschriften waren zuvor durch eine Gesetzesänderung (Gesetz Nr. 519/1991 Slg.) in die Zivilprozessordnung eingefügt worden. Die Nachprüfung wurde von Gerichten mit allgemeiner Zuständigkeit durchgeführt. Die entscheidende Tätigkeit im Bereich der Rechtsprechung wurde jedoch von den Landesgerichten und Obergerichten der Tschechischen Republik sowie der Slowakischen Republik (nach der Teilung der Tschechoslowakei im Jahre 1993 von beiden Obergerichten in Prag bzw. seit 1996 auch in Olomouc) ausgeführt. Die sachliche Zuständigkeit der Bezirksgerichte und der obersten Gerichte war insbesondere nach dem Jahr 1993 praktisch von keiner Bedeutung.
Rechtlich betrachtet, wurde das Oberste Verwaltungsgericht der Tschechischen Republik am 1. Januar 1993, als die Verfassung der Tschechischen Republik in Kraft trat, etabliert. Art. 91 der Verfassung sieht das Oberste Verwaltungsgericht als Gericht letzter Instanz des zweiten Gerichtszweiges des tschechischen ordentlichen Rechtsweges vor. Trotz mehrfachen Gesetzesinitiativen in den 90er Jahren dauerte es 10 Jahre, bis das Gericht tatsächlich errichtet wurde. Die Lage war somit dem Jahre 1968 sehr ähnlich, wo das Verfassungsgericht errichtet werden sollte, das jedoch ebenfalls faktisch nie errichtet worden war.
Zwischen 1992 und 2002 hatte die Verwaltungsgerichtsbarkeit mit vielen Problemen zu kämpfen, besonders was den Verwaltungsgerichtsprozess anging. Die meisten Sorgen bereitete das Problem der Unvereinbarkeit des tschechischen Systems mit den völkerrechtlichen Verpflichtungen der Tschechischen Republik (besonders im Hinblick auf Art. 6 und 13 der Europäischen Menschenrechtskonvention). Gerichtliche Nachprüfung in verwaltungsrechtlichen Angelegenheiten war auf die Überprüfung der Rechtmäßigkeit von Verwaltungsakten beschränkt. Vom Anwendungsbereich dieser Überprüfung ausgenommen waren Handlungen der Verwaltung, welche keinen Verwaltungsakt darstellten, wie die Untätigkeit einer Verwaltungsbehörde oder deren rechtswidrige Einwirkung (Realakte). Außerdem gab es keine Rechtsmittel gegen die Urteile der Verwaltungsgerichte, was unvermeidlich die Konsequenz nach sich zog, dass die jeweiligen Landesgerichte in ihrer Entscheidungspraxis divergierten.
Das Verfassungsgericht wies in seinen Entscheidungen Mitte der 90er Jahre auf die Unzulänglichkeiten des tschechischen Rechtssystems hin und hob schlussendlich mit seiner Entscheidung vom 27. Juni 2001 (veröffentlicht als Entscheidung Nr. 279/2001 Slg.) den gesamten fünften Teil der Zivilprozessordnung, welcher bis dato die rechtliche Grundlage der tschechischen Verwaltungsgerichtsbarkeit darstellte, auf. Der Eintritt der formellen Rechtskraft dieser Entscheidung wurde jedoch bis zum 1. Januar 2003 aufgeschoben, um den Gesetzgeber mit genügend Zeit zu versehen, die notwendigen Gesetze zu erlassen. Die Entscheidung des Verfassungsgerichts war der entscheidende Impuls für die Verabschiedung des neuen rechtlichen Rahmens der Verwaltungsgerichtsbarkeit, der von beiden Häusern des Parlamentes angenommen werden sollte. Am 1. Januar 2003 schließlich, 50 Jahre nach seiner Auflösung, wurde das Oberste Verwaltungsgericht wiederhergestellt.

### 2003 bis heute
Zu Beginn seiner Gründung war die Besetzung des neuen Obersten Verwaltungsgerichtes eher spärlich. Obwohl die neue Verwaltungsgerichtsordnung die Möglichkeit vorsah, dass die Verwaltungsrichter der beiden Obergerichte die Chance besaßen, zum Richter des Obersten Verwaltungsgericht ernannt zu werden, machten nicht alle von dieser Möglichkeit Gebrauch. Entgegen dem Vorschlag der Regierung wurde Brno als Sitz des Gerichts gewählt. Das Gericht nahm seine Tätigkeit mit einem Kontingent von 13 Richtern auf. Bei Aufnahme seiner Tätigkeit verfügte das Gericht jedoch über keine Assistenten (wissenschaftliche Mitarbeiter), über lediglich vier Bürokräfte der Gerichtskanzleien und über zehn eigene Verwaltungsmitarbeiter (Ökonomie, Investitionen, Verkehr, technische Abteilung usw.).
Im Jahr 2003 wuchs das Gericht am schnellsten. Ende 2003 arbeiteten bereits 88 Personen am Gericht (22 Richter, 23 Assistenten und über 40 Personen in der Verwaltung). Die weitere Vergrößerung des Gerichts wurde zunächst durch mehrere Faktoren behindert. Der Hauptfaktor war der mangelnde Platz, weil das Gericht vorübergehend in einem angemieteten Gebäude in Masarykova Straße untergebracht war. Dieses Problem wurde jedoch mit dem Umzug am 1. September 2006 in das neukonstruierte Gerichtsgebäude am Moravské námestí 6 in Brno beseitigt.

## Zusammenfassung
Die Reform der Verwaltungsgerichtsbarkeit im Jahre 2002 ließ immer noch einige Fragen offen. Es war ungewiss, ob der Gesetzgeber die Fehler, die in der Zeit zwischen 1918 und 1938 begangen wurden, nicht wiederholen würde. Besonders die Frage, inwiefern die verwaltungsrechtlichen Vorschriften ein hierarchisch gegliedertes und funktionsfähiges verwaltungsgerichtliches System hervorbringen werden, ist noch unbeantwortet. Ein solches System könnte verschieden ausgestaltet sein. Möglich wäre ein funktionelles Modell (angelehnt an die preußische Verwaltungsgerichtsbarkeit und liquidiert in der Tat erst von Hitler), wie es von der Verfassung im Jahre 1920 vorhergesehen war. Oder aber ein Modell, bei dem die Verwaltungsgerichte von unabhängigen Verwaltungsausschüssen (die in Kontinentaleuropa dazu benutzt werden, die richterliche Überprüfung in öffentlich-rechtlichen Angelegenheiten zu stärken) ergänzt werden. Ebenso denkbar wäre ein Modell, inspiriert von der anglo-amerikanischen Tradition, der unabhängigen richterlichen Überprüfung durch sogenannte „boards“.